# الدوري الفنزويلي الممتاز 1960
الدوري الفنزويلي الممتاز 1960 (بالإسبانية: Primera División Venezolana 1960)‏ هو الموسم 40 من الدوري الفنزويلي الممتاز. كان عدد الأندية المشاركة فيه 4، وفاز فيه C.D. Portugués ‏.